# Fūka
Fūka (jap. 風夏) – manga autorstwa Kōjiego Seo, sequel serii Suzuka. Była publikowana na łamach magazynu „Shūkan Shōnen Magazine” wydawnictwa Kōdansha od lutego 2014 do kwietnia 2018.
Na jej podstawie studio Diomedéa wyprodukowało 12-odcinkowy serial anime, który emitowano od stycznia do marca 2017.

## Fabuła
Fūka to kontynuacja mangi Suzuka z 2004 roku. Historia opowiada o Yū Harunie, samotniku i zapalonym użytkowniku Twittera, który złożył obietnicę swojej przyjaciółce z dzieciństwa, Koyuki Hinashi, że założą zespół. Pewnej nocy, gdy Yū idzie kupić kolację, zatrzymuje się, by zrobić zdjęcie na Twittera. Przypadkiem wpada na niego dziwna licealistka, Fūka Akitsuki, która mylnie sądzi, że Yū próbuje zrobić zdjęcie jej majtek. Ta w złości rozbija jego telefon. Fūka zostawia jednak płytę CD, którą Yū zwraca jej następnego dnia. Doceniając jego osobowość, Fūka nawiązuje z nim znajomość, ale sprawy się komplikują, gdy Koyuki, obecnie popularna idolka, kontaktuje się z Yū na Twitterze i zaprasza go na swój koncert. Fūka i Yū rozpoczynają karierę muzyczną, zakładając nowy zespół o nazwie The Fallen Moon razem z kolegami z klasy: Makoto, Kazuyą i Sarą. Tymczasem uczucia Fūki do Yū stają się coraz silniejsze, a Koyuki również zaczyna się do niego zbliżać.

## Manga
Seria była publikowana od 12 lutego 2014 do 4 kwietnia 2018 w magazynie „Shūkan Shōnen Magazine”. Wydawnictwo Kōdansha zebrało jej rozdziały w 20 tomach w formacie tankōbon, wydawanych od 16 maja 2014 do 17 kwietnia 2018.
| Nr | Data wydania (język japoński) | ISBN (język japoński)  |
| -- | ----------------------------- | ---------------------- |
| 1  | 16 maja 2014                  | ISBN 978-4-06-395086-1 |
| 2  | 17 lipca 2014                 | ISBN 978-4-06-395133-2 |
| 3  | 17 października 2014          | ISBN 978-4-06-395223-0 |
| 4  | 17 grudnia 2014               | ISBN 978-4-06-395272-8 |
| 5  | 17 lutego 2015                | ISBN 978-4-06-395320-6 |
| 6  | 15 maja 2015                  | ISBN 978-4-06-395397-8 |
| 7  | 17 lipca 2015                 | ISBN 978-4-06-395439-5 |
| 8  | 16 października 2015          | ISBN 978-4-06-395517-0 |
| 9  | 17 grudnia 2015               | ISBN 978-4-06-395564-4 |
| 10 | 17 marca 2016                 | ISBN 978-4-06-395619-1 |
| 11 | 17 maja 2016                  | ISBN 978-4-06-395671-9 |
| 12 | 17 sierpnia 2016              | ISBN 978-4-06-395732-7 |
| 13 | 16 grudnia 2016               | ISBN 978-4-06-395825-6 |
| 14 | 18 stycznia 2017              | ISBN 978-4-06-395851-5 |
| 15 | 17 marca 2017                 | ISBN 978-4-06-395892-8 |
| 16 | 16 czerwca 2017               | ISBN 978-4-06-395960-4 |
| 17 | 15 września 2017              | ISBN 978-4-06-510190-2 |
| 18 | 11 listopada 2017             | ISBN 978-4-06-510369-2 |
| 19 | 16 lutego 2018                | ISBN 978-4-06-510973-1 |
| 20 | 17 kwietnia 2018              | ISBN 978-4-08-883285-2 |

## Anime
W lipcu 2016 ogłoszono powstanie adaptacji w formie telewizyjnego serialu anime. Seria została wyprodukowana przez studio Diomedéa, za reżyserię odpowiadał Keizō Kusakawa, scenariusz napisała Aoi Akashiro, postacie zaprojektowała Yoshino Honda, natomiast muzykę skomponowali Takurō Iga i West Ground. Anime było emitowane w Japonii od 6 stycznia do 24 marca 2017. Motywem przewodnim serialu jest „Climbers’ High!” autorstwa Manami Numakury, która podkłada głos pod Tamę, wokalistkę zespołu Hedgehogs. Motywem kończącym jest z kolei „Watashi no sekai” autorstwa Megumi Nakajimy.